# St Helen's Wood
St Helen's Wood är en skog i Storbritannien.   Den ligger i grevskapet East Sussex och riksdelen England, i den sydöstra delen av landet, 90 km sydost om huvudstaden London.